# Cykelløb i landevejscykling
Liste over vigtige landevejscykelløb:

## Etapeløb
- Tour de France
- Giro d'Italia
- Spanien Rundt (Vuelta a Espana)
- Tirreno-Adriatico
- Baskerlandet Rundt
- Romandiet Rundt
- Katalonien Rundt
- Critérium du Dauphiné Libéré
- Tour de Suisse
- Deutschland-Tour
- Polen Rundt

## Endagsløb
- Paris-Roubaix
- Amstel Gold Race
- Flanderen rundt
- Liège-Bastogne-Liège
- Paris-Tours
- Milano-San Remo
- Flandern Rundt
- Gent-Wevelgem
- La Flèche Wallonne
- Liège-Bastogne-Liège
- Clásica de San Sebastián
- Meisterschaft am Zürich
- Giro di Lombardia

## Semiklassikerer
- La Flèche Wallonne

## Danske
- Danmark Rundt (kaldet 'Post Danmark Rundt')
- Grand Prix Herning

Danske motionsløb:
- Amager Rundt
- Bornholm Rundt
- Mølleåturen
- Sjælsø Rundt
- Sjælland på tværs
- Sjælland Rundt
- Helsinge Rundt
- Aarhus-København og Odense-København
- Tour de Vest
- Slushcup
- Dustcup
- MTBeksperten
- Kædestrammeren
- WEBIKECUP
- Nordic24
- Hillerød MTB Marathon

| Cykling | Spire Denne artikel om cykling er en spire som bør udbygges. Du er velkommen til at hjælpe Wikipedia ved at udvide den. |